# 樟樹市
樟樹市（しょうじゅ-し）は中華人民共和国江西省宜春市に位置する県級市。
樟樹市は、河北省の安国、安徽省の亳州と並び古より「薬都」として名高く、薬の製造及び流通の中心で、「薬不過樟樹不霊」（樟樹から来ない薬は効かない）との言葉もあった。中国十三大薬幇の一つで漢方薬の炮製の主要流派の一つ・樟樹幇の作る漢方薬は重宝されていた。現在も製薬企業やバイオテクノロジー企業が立地する。

## 地理
江西省中部の鄱陽湖平原の南縁に位置する。市域の東南部と西北部は山地丘陵が中心で、中間の贛江沿いと袁水沿いには平野が広がっている。袁水は市区の西で贛江に合流している。

## 歴史
市域内の呉城郷では、商王朝と同じ時代に長江流域で栄えた都市遺跡が発掘されており、この文化は呉城文化と名付けられている。
市の中心部はかつて樟樹鎮と呼ばれ、贛江と袁水が交わる水運の中心であった。交通が便利なことから商業の中心地であり漢方薬の材料の交易で栄え、製造でも名を馳せていた。景徳鎮（景徳鎮市）、呉城鎮（永修県）、河口鎮（鉛山県）と合わせて江西四大名鎮の一つに数えられたこともある。
秦代には樟樹鎮は新淦県（現在の新幹県）の治所で「淦陽」と呼ばれた。隋代には県治が南にある現在の金川鎮（新幹県）へと遷り、淦陽は清江鎮と改名した。
南唐の昇元2年（938年）、高安県のうち建安・修徳・新淦の学問熱心な三郷を分離し清江県を設置し、その中心を瀟灘鎮（現在の臨江鎮）に置いた。清江鎮は樟（クスノキ）の林の中にあったことから樟樹鎮と改名された。
北宋の淳化3年（992年）、清江・新淦・新喩の三県に臨江軍を置き、清江を附郭県首とした。 元は臨江路に改め、明は臨江府とし、清も明の地方制度を継承した。
1949年6月19日、清江県は人民解放軍により「解放」された。県人民政府は樟樹鎮に置かれたが、7月15日に臨江鎮へ移り、1950年3月27日に再び樟樹鎮に戻った。
1988年10月26日、清江県および樟樹鎮は廃止され、樟樹市が誕生している。
「捜神後記」や「太平御覧」によれば、三国時代の呉の将軍の聶友の「夜射白鹿、中樟滅怪」の故事から、樟樹鎮には「鹿江」「鹿渚」などの別名があるとされる。

## 行政区画
- 街道:淦陽街道、鹿江街道、福城街道、大橋街道、張家山街道
- 鎮:臨江鎮、永泰鎮、黄土崗鎮、経楼鎮、昌傅鎮、店下鎮、閣山鎮、劉公廟鎮、観上鎮、義成鎮
- 郷:中洲郷、洲上郷、洋湖郷、呉城郷

## 交通

### 航空
東南に軍用空港がある。

### 鉄道
滬昆線が市の中心部を通り、樟樹駅が設置されている。また京九線が市域の東南部を通過しており、樟樹東駅がある。
- 中国国家鉄路集団
  - 滬昆線
    - 樟樹駅

  - 京九線、昌贛旅客専用線
    - 樟樹東駅

### 道路
- 高速道路
  - 滬昆高速道路
  - S42 東昌高速道路
  - 樟吉高速道路
- 国道
  - G105国道

### 水路
贛江が市域を貫いており、古来から交通や水運に利用された。市区には贛江鉄路大橋と贛江公路大橋が架かっており、その中間に河港が設けられている。

## 経済
樟樹には古くから漢方薬の材料を扱う市場があり、現在も中医薬の取引の中心であり毎年「薬交会」という催しが開かれる。樟樹製薬廠や仁和グループが主な製薬企業である。また、酒造りや岩塩採掘もおこなわれる。

## 名勝
- 呉城商代遺跡
- 築衛城遺跡
- 閣皁山国家森林公園